# Macao, l'enfer du jeu
Pour plus de détails, voir Fiche technique et Distribution.
Macao, l'enfer du jeu (Macao en Belgique) est un film français de Jean Delannoy, sorti en 1942. Ce film est adapté du célèbre roman de  Maurice Dekobra, publié aux éditions Baudinière en 1938.

## Synopsis
À Macao où sont concentrés les lieux de plaisir et le trafic d'armes, un drame oppose un aventurier et sa fille qu'il  fait élever dans l'ignorance de son métier. Elle est arrachée à son milieu et sauvée de la tragédie par un jeune journaliste qui l'aime.

## Fiche technique
- Réalisation : Jean Delannoy
- Scénario : Pierre-Gilles Veber et Roger Vitrac, d'après le roman homonyme de Maurice Dekobra
- Photographie : Nicolas Hayer
- Musique : Georges Auric
- Lieux de tournage : Studios de la Victorine à Nice[1]
- Pays :  France
- Format :  Noir et blanc - 1,37:1 - 35 mm - son optiphone
- Genre :  Drame
- Durée : 90 minutes
- Dates de sortie : 
  - France : 9 décembre 1942
  - Belgique : 8 juin 1945 (Bruxelles)
- Affiche : René Péron (France)

## Distribution
- Sessue Hayakawa : Ying Tchaï
- Mireille Balin : Mireille
- Henri Guisol : Almaido
- Erich von Stroheim : Werner von Krall
- Louise Carletti : Jasmine
- Jim Gérald : un matelot
- Marie Lorain : Mademoiselle Marguenon
- Alexandre Mihalesco : Yassouda
- Étienne Decroux : un autre matelot
- Tsugundo Maki : le secrétaire de Ying Tchaï
- Georges Lannes : le capitaine
- Roland Toutain : Pierre Milley
- Georges Térof : le général Lin-Tse

## Autour du film
Une première version de ce film est tournée fin 1939 dans les studios de la Victorine à Nice, alors que la guerre est déclenchée. Des Chinois et Indochinois, travailleurs étrangers en France, sont recrutés dans la région parisienne pour faire de la figuration.
L'invasion allemande fait que le film ne peut sortir. En 1941, Delannoy, sous la pression de la censure, est obligé de retourner les scènes où Erich von Stroheim, parce que juif, apparaît.
La seconde version est tournée à Paris aux studios des Buttes-Chaumont,  Stroheim étant remplacé par Pierre Renoir.